# كيث كونينغهام
كيث كونينغهام (بالإنجليزية: Keith Cunningham)‏ هو منتج راديو ‏ أيرلندي، ولد في 30 أكتوبر 1977.